# انتخابات در جمهوری روم
انتخابات در جمهوری روم (انگلیسی: Elections in the Roman Republic) بخش بسیار مهم از حکمرانی جمهوری روم بود. البته انتخاباتی که تنها شهروندان رومی و اشراف و با محوریت شهرها برگزار می‌شد و نوع انتخابات باعث نادیده گرفتن منافع طبقات پایین می‌شد البته حتی زمانی از تاریخ روم کسانی که خود منتخب بودند نامزدهای بعدی نمایندگی را انتخاب می‌کردند (به این صورت که مردم تنها از بین نامزدهای مشخص شده حق انتخاب داشتند) که این موضوع خود ارزش رای را کاهش می‌داد. با افزایش کاربرد و گستردگی شیوه تبلیغات انتخاباتی، تعداد نامزدها دیگر محدود به گروهی منتخب با ثروت و فرزند بالا نبود. در عوض، تعداد بیشتری از شهروندان عادی فرصتی برای کاندیداتوری داشتند و این امکان را برای حضور با تساوی حقوق در تصمیمات کلیدی دولت فراهم می‌کرد.
در ابتدا شهروندان جمهوری روم مقامات را سالیانه انتخاب می‌کردند به تدریج انتخاب مقامات ارشد جمهوری روم نیز بسیار ضعیف شده بود و در نهایت توسط توسط آگوستوس اولین امپراتور روم به‌طور کامل از بین رفت. البته انتخابات مقامات محلی به قوت خود ادامه داشت.